# Slínkino
Slínkino (en rus: Слинкино) és un poble (un possiólok) del krai de Primórie, a l'Extrem Orient de Rússia, que el 2018 tenia 143 habitants. Pertany al districte rural de Partizanski. Fins al 1972 la vila es deia Sabaixi.